# Black Symphony
Black Symphony (также The Black Symphony, рус. Чёрная симфония) — американская пауэр/прогрессив-метал-группа, образованная в 1992 году.

## История

### Основание
Музыкальный коллектив Black Symphony был образован в 1992 году в Калгари гитаристом, а также профессиональным хоккеистом Риком Плестером: 

Однажды утром я проснулся, и под впечатлением от увиденного сна решил создать совершенно особенную группу, после чего долго думал о путях реализации этой идеи.
 Вскоре к нему присоединились бывший вокалист Riot Рэтт Форрестер, ударник Тим Уотерсон и басист Р. Джей Киллинджер из Relish. В год основания было записано одноимённое трёхпесенное демо, после чего в составе группы начались перемены, в том числе, после шести месяцев после ухода вокалиста Ретта Форрестера, последний был найден застреленным. После записи первого своего материала Рик прекратил деятельность группы и в 1996 году переехал в Лос-Анджелес.

### Дебютный альбом
К моменту записи дебютного полноформатного альбома состав группы выглядел следующим образом: Рик Плестер (гитара), Майк Пейрс (вокал), Робби Беннетт (бас-гитара), Роберт Васисек (клавишные) и Джефф Мартин (ударные). Альбом был издан в 1996 году лейблом Nuerra Records без получения на то согласия. Официальной же датой является издание 1998 года, которое осуществил лейбл Rising Sun Records. После выпуска альбома состав коллектива покинули сразу трое участников: ударник и бэк-вокалист Джефф Мартин, вокалист Майк Пирс и клавишник Роберт Васичек. По словам Рика Плестера первый был заменён на нового музыканта ввиду того, что Джефф не уживался с участниками коллектива и не создавал необходимой группой атмосферы; Майк Пирс был заменён на более профессионального вокалиста Рика Пламондона, Роберт Васичек просто-напросто не хотел ехать в турне и сам предложил себе замену — Маттиса Бурштрума.

## Участники

### Настоящий состав
- Рэнди Риман — вокал
- Рик Плестер — гитара, бэк-вокал, клавишные
- Robert Vasicek — клавишные
- Ghames «Rev» Jones — бас, бэк-вокал, клавишные
- Пит Холмс — ударные и перкуссия

### Бывшие участники
- Ретт Форрестер — вокал
- Майкл «Майк» Пирс — вокал
- Рик Пламондон — вокал
- Даг Паттерсон — гитара
- Р. Джей Киллинджер — бас
- Роберт Беннетт — бас
- Маттиас Бурштрум — клавишные
- Тим Уотерсон — ударные
- Джефф Мартин — ударные, бэк-вокал

## Дискография
- 1992 — The Black Symphony (демо)
- 1998 — Black Symphony[2]
- 2001 — Tears of Blood[3][4]
- 2007 — No. 3: Sowing the Seeds of Destruction
- 2007 — Black Symphony No 4